# Wojenny poranek
Wojenny poranek (tyt. oryg. Mëngjeze lufte) – albański film fabularny z roku 1973 w reżyserii Kristaqa Dhamo.

## Opis fabuły
Akcja filmu rozgrywa się w czasie II wojny światowej. Kilkoro dzieci z małego miasteczka – Guri, Piro, Milo i Goni decydują się same zorganizować akcję przeciwko Niemcom, kąpiącym się w jeziorze. Akcja dzieci staje się przykładem dla dorosłych.
Film realizowano w Pogradcu.

## Obsada
- Rauf Pojani jako Guri
- Fatmir Dika jako Piro
- Edmond Papa jako Milo
- Frane Dushi jako Goni
- Sandër Prosi jako rybak
- Pandi Raidhi jako blacharz
- Vangjel Grabocka jako Tellari
- Ymer Bala
- Fatmir Bilaceni
- Demir Hyskja
- Mihal Paparizo
- Jani Riza
- Stavri Shkurti
- Zagorka Shuke